# Ludwig Helfft
Ludwig Helfft, auch Levy Helfft (geboren am 25. Mai 1793; gestorben am 9. Januar 1867 in Braunschweig) war ein deutscher Kaufmann und Politiker. Er war der erste jüdische Stadtverordnete in Braunschweig.

## Leben
Der Sohn des Kaufmanns und braunschweigisch-herzoglichen Schutzjuden Jacob Nathan Helfft († 1807) führte dessen Firma gemeinsam mit seinem Bruder Gottschalk (1790–1872) weiter. Zur Zeit der napoleonischen Besatzung war Helfft als einer der wenigen jüdischen Studenten am Collegium Carolinum in Braunschweig eingeschrieben. Seit den 1830er Jahren änderte er seinen ursprünglichen Namen Levy in Ludwig. Das Familienunternehmen N. J. Helfft & Söhne handelte mit englischen Stoffen. Am Bohlweg befand sich ein großes Modewarengeschäft, an der Wendentorbleiche lag die 1835 gegründete Wachstuchfabrik der Gebrüder Helfft. Aus Altersgründen und aufgrund fehlender Nachkommen wurde die Firma 1858 an den Mitarbeiter Julius Rothgießer verkauft.

### Öffentliche Ämter
Helfft war von 1829 bis 1867 Vorsitzender der Jüdischen Gemeinde Braunschweig. Er war Mitglied des Braunschweigischen Landtages. Helfft gehörte zu den höchstbesteuerten Bürgern der Stadt und konnte demnach gemäß dem braunschweigischen Wahlgesetz von 1832 zum Stadtverordneten gewählt werden. Nachdem er seit 1835 wiederholt Wahlmann und Kandidat geworden war, wählte man ihn 1845 zum Mitglied der 24-köpfigen Stadtverordnetenversammlung. Die Kreisdirektion Braunschweig erklärte Helffts Wahl für ungültig, woraufhin eine Kommission ins Leben gerufen wurde. Diese erkannte, dass die Wählbarkeit von Juden weder dem Staatsgrundgesetz noch der Städteordnung widerspräche. Am 12. November 1845 wurde das passive Wahlrecht für Juden bestätigt. Die Juden besaßen zu diesem Zeitpunkt jedoch noch kein Recht zum Erwerb von Grundbesitz, zur Übernahme von Staatsämtern und zur Erteilung des Notariats. Helfft war Mitglied in den gesellschaftlichen Clubs der Stadt und im Vorstand des Gewerbevereins tätig.

### Familie
Helfft heiratete 1823 Jeanette J. Samson (* 1800) aus Berlin. Er starb 1867 und wurde auf dem Alten Jüdischen Friedhof an der Hamburger Straße bestattet.